# Culicoides qabdoensis
Culicoides qabdoensis är en tvåvingeart som beskrevs av Lee 1979. Culicoides qabdoensis ingår i släktet Culicoides och familjen svidknott.
Artens utbredningsområde är Tibet. Inga underarter finns listade i Catalogue of Life.